# Illusion (band)
Illusion was een Britse muziekgroep die midden jaren 70 enige succes had. Ze opereerde binnen het genre progressieve rock toen nog symfonische rock geheten.
De geschiedenis van de band begint met de oprichting van de band Renaissance eind jaren 60. Keith Relf en Jim McCarthy stappen uit The Yardbirds en gaan onder de naam Together verder; het werd geen succes. Vervolgens kwamen ze John Hawken van The Nashville Teens tegen en Relf schakelde zusje Jane Relf in. Na twee muziekalbums viel het doek; het laatste studioalbum van die band heette Illusion. De leden gingen ieder hun eigen weg, waarvan het belangrijkste resultaat de toetreding van Hawken tot de Strawbs was.
Op een gegeven moment besluiten de oorspronkelijk leden van Renaissance weer de koppen bij elkaar te steken, maar de naam Renaissance was al verkocht aan de band van die naam onder leiding van Annie Haslam en Michael Dunford. Illusion werd de nieuwe naam. Voordat de band kon beginnen overleed Keith Relf door een elektrische schok van zijn verkeerd geaarde gitaar. McCarthy wisselde het slagwerk in voor gitaar en de onbekende Eddie McNeil kroop achter de drumkit. McCarthy op gitaar was kennelijk niet zo’n succes want op de albums staat John Knightsbridge vermeld als de gitarist van de band. De muziek was niet stevig genoeg om het punktijdperk te overleven. Uit Illusion kwam Stairway en later Renaissance Illusion voort. Jane Relf werd in 2008 nog herdacht met een album.

## Discografie
In vrij korte tijd volgden twee albums; veel later kwam het nakomertje nummer drie.
- 1977: Out of the Mist
- 1978: Illusion
- 1990: Enchanted Caress (opnamen uit 1979)